# Панов, Иван Васильевич
Иван Васильевич Пано́в (9 октября 1909 — 6 апреля 1972) — советский оператор документального кино, фронтовой кинооператор в годы Великой Отечественной войны. Лауреат двух Сталинских премий (1946, 1952).

## Биография
В 1935 году окончил операторское отделение Государственного института кинематографии. Работал ассистентом оператора на киностудии «Мосфильм» на картинах «Лётчики», «Партийный билет», «Волга, Волга», «Минин и Пожарский», «Суворов», «Машенька» и других.
В годы Великой Отечественной войны снимал на Калининском, 1-м Прибалтийском, 1-м Белорусском фронтах. Закончил войну в звании инженер-капитана.
После войны работал на «Мосфильме» в операторских группах на картине «Три встречи» (1948), вторым оператором — на «Падение Берлина» (1949). Затем на ЦСДФ. В 1960—1964 годах в качестве представителя «Совэкспортфильма» работал в Италии.
Член ВКП(б) с 1950 года.
Скончался 6 апреля 1972 года в Москве.

## Фильмография
- 1941 — Бой за Великие Луки
- 1941 — Бой за Ржев
- 1942 — Битва за Смоленск
- 1942 — Бой за Духовщину
- 1942 — День войны (совм. с группой операторов)
- 1944 — Бой за Витебск
- 1944 — Восточная Пруссия (совм. с группой операторов)
- 1944 — К вопросу о перемирии с Финляндией (совм. с группой операторов)
- 1944 — Освобождение Советской Белоруссии (совм. с группой операторов)
- 1945 — XXVIII-ой Октябрь (совм. с группой операторов)
- 1945 — Берлин (совм. с группой операторов)
- 1945 — В Восточной Пруссии
- 1945 — В логове зверя (совм. с группой операторов)
- 1945 — Знамя Победы над Берлином водружено (совм. с группой операторов)
- 1945 — Кёнигсберг (совм. с группой операторов)
- 1945 — Кинодокументы о зверствах немецко-фашистских захватчиков (совм. с группой операторов)
- 1945 — Парад Победы (черно-белый вариант; совм. с группой операторов)
- 1945 — Подписание декларации о поражении Германии по взятии на себя Верховной власти правительствами 4-х союзных держав (спецвыпуск) (совм. А. Алексеевым, Е. Алексеевым, И. Аронсом, Л. Мазрухо, Е. Мухиным)
- 1946 — Путешествие по родному краю
- 1950 — Мы за мир
- 1952 — Песня молодости
- 1952 — Советская Литва (совм. с В. Старошасом, М. Пойченко)
- 1953 — Егор Булычов и другие (совм. с А. Эгиной)
- 1957 — 40-й Октябрь
- 1957 — В Москве фестивальной (сом. с М. Ошурковым, О. Лебедевым)
- 1957 — Подарочный
- 1958 — Гости из Дамаска (совм. с Е. Федяевым)
- 1958 — Гости из Мексики в Советском Союзе (совм. с группой операторов)
- 1958 — Русские люди
- 1958 — Хирург Демихов
- 1959 — Бытовые штрихи Москвы
- 1959 — Виброштамп
- 1959 — День нашей жизни (совм. с группой операторов)
- 1959 — Колхозная кадриль
- 1959 — Международный кинофестиваль
- 1959 — Музыкальная весна
- 1959 — Нефть на Черниговщине
- 1959 — Сиднейский заповедник
- 1963 — Его звали Фёдор (совм. с А. Левитаном)
- 1966 — Парламентарии Замбии в СССР (совм. с А. Крыловым)
- 1967 — 100 лет Архитектурному институту
- 1967 — Делегат съезда
- 1967 — Москва строится
- 1967 — Они стали солдатами
- 1967 — Первый залп
- 1967 — Премьер-министр Ирана в Советском Союзе (совм. с П. Опрышко)
- 1969 — Море зовёт отважных
- 1971 — Магистрали под землей (совм. с М. Прудниковым)

## Награды и премии
- Сталинская премия первой степени (1946) — за фильм «Берлин» (1945)[3]
- Сталинская премия третьей степени (1952) — за фильм «Советская Литва» (1952)
- орден Отечественной войны II степени (30.9.1944)
- два ордена Красной Звезды (16.10.1942)
- медаль «За победу над Германией в Великой Отечественной войне 1941-1945 гг.»